# Klubi Futbollit Tirana 2014-2015

## Rosa
| N. |                    | Ruolo | Calciatore                    |
| -- | ------------------ | ----- | ----------------------------- |
| 1  | Albania (bandiera) | P     | Stivi Frashëri                |
| 2  | Albania (bandiera) | D     | Reinaldo Kalari               |
| 4  | Albania (bandiera) | D     | Gentjan Muça                  |
| 5  | Albania (bandiera) | D     | Entonjo Pashaj                |
| 6  | Albania (bandiera) | D     | Debatik Curri (vice-capitano) |
| 7  | Kenya (bandiera)   | C     | Francis Kahata                |
| 8  | Albania (bandiera) | C     | Ervin Bulku (capitano)        |
| 9  | Albania (bandiera) | C     | Renato Hyshmeri               |
| 10 | Albania (bandiera) | A     | Mario Morina                  |
| 11 | Burundi (bandiera) | A     | Selemani Ndikumana            |
| 12 | Albania (bandiera) | P     | Marsel Çaka                   |
| 13 | Albania (bandiera) | C     | Erando Karabeçi               |

| N. |                               | Ruolo | Calciatore     |
| -- | ----------------------------- | ----- | -------------- |
| 17 | Albania (bandiera)            | C     | Gjergj Muzaka  |
| 18 | Albania (bandiera)            | C     | Dorian Kërçiku |
| 19 | Albania (bandiera)            | C     | Elis Bakaj     |
| 20 | Croazia (bandiera)            | A     | Tomislav Bušić |
| 21 | Albania (bandiera)            | A     | Hanc Llagami   |
| 22 | Albania (bandiera)            | P     | Edvan Bakaj    |
| 23 | Kosovo (bandiera)             | C     | Argjend Malaj  |
| 24 | Albania (bandiera)            | C     | Jetmir Sefa    |
| 25 | Macedonia del Nord (bandiera) | D     | Kire Ristevski |
| 26 | Albania (bandiera)            | C     | Afrim Taku     |
| 29 | Albania (bandiera)            | D     | David Domgjoni |